# Ceràmica ciclàdica
Dins de la ceràmica ciclàdica van néixer dues formes característiques molt esteses per tot el mar Egeu.

Una de les formes típicament ciclàdica és el kernos, vas amb una sèrie de petits recipients units amb un peu comú i amb diversos formats. Els kérnoi són interpretats com a atuells rituals per a les libacions.

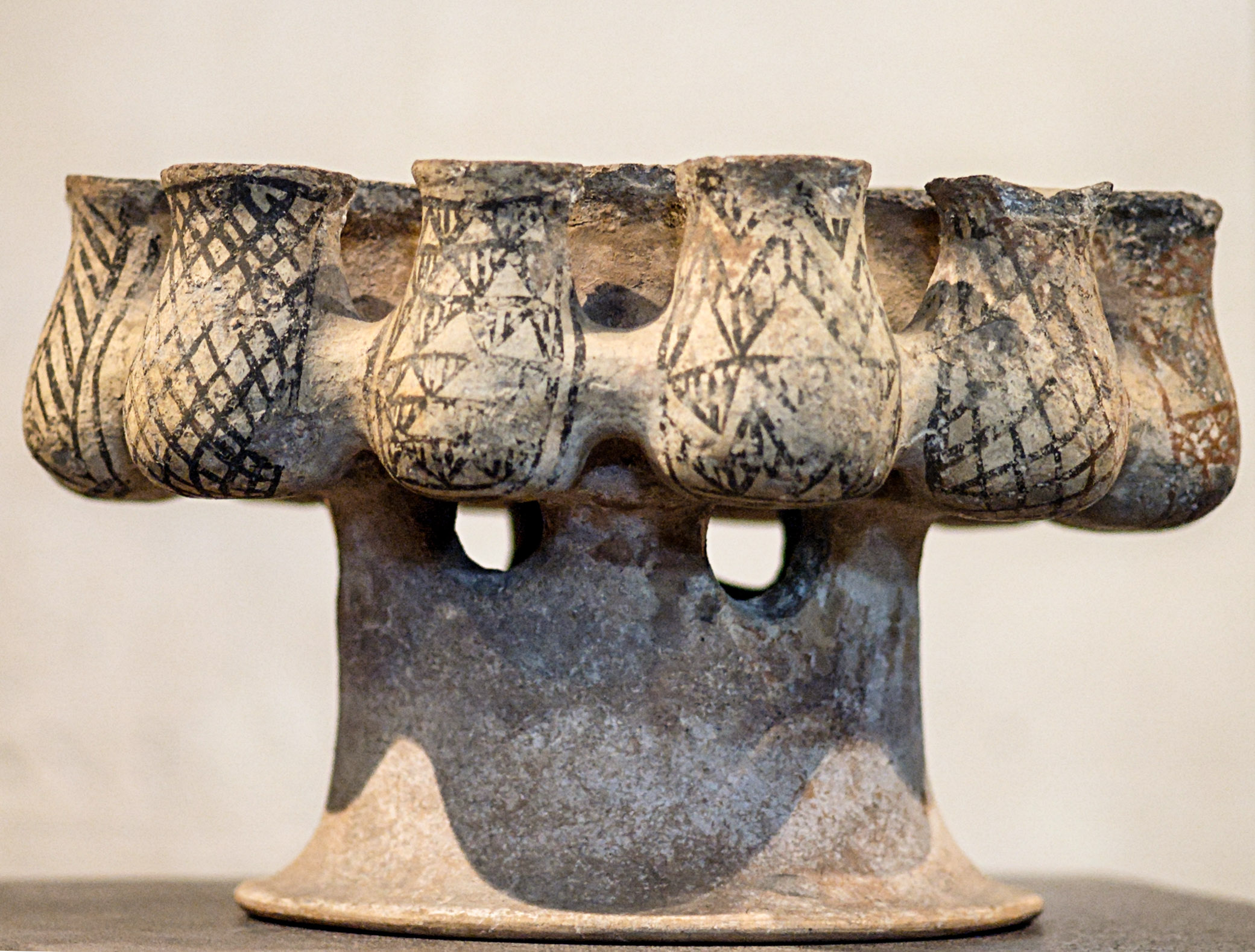
Kernos trobat en una tomba de Milo (c.2000 aC).

L'altra forma típica és l'anomenada paella, peça de ceràmica de funció desconeguda, la cara exterior de la qual està decorada amb múltiples temes: espirals enllaçades de tradició neolítica, sols radiats, cercles de línies ondulades i vaixells sense veles i moguts a força de molts rems, amb un extrem elevat i rematat per la figura d'un peix. La funció de les paelles ha estat molt controvertida: uns les consideren insígnies processionals; d'altres, discos solars, per la simbologia dels motius que tenen incisos. Altres interpretacions han acostat aquests objectes a la representació de la matriu femenina i, per tant, a la fertilitat.
Altres formes ceràmiques de les Cíclades són unes ampolles de coll cònic, amb un acabament de tipus metàl·lic, a més de certes peces en forma d'animals, àskoi, entre els quals sobresurt un exemplar procedent de Thera (Santorí), amb un eriçó assegut que sosté un atuell.
La producció inicial d'utensilis de ceràmica estava decorada únicament amb línies incises i un sol pigment. A mesura que va anar evolucionant la producció artística, apareixen els primers dissenys geomètrics, amb predomini de l'espiral.
Té una gran influència de la ceràmica minoica.